# نهاش
النهاش أو النيسر (الاسم العلمي: Lutjanus) (بالإنجليزية: Snapper)‏ هو جنس من الأسماك يتبع الفصيلة النهاشية من رتبة الفرخيات.

## أنواع النهاش
- نهاش إهرنبرغي
- نهاش أحمر الزعانف
- نهاش أحمر أفريقي
- نهاش أخضر
- نهاش أرجواني
- نهاش جورداني
- نهاش أصفر الخطوط
- نهاش أعزل
- نهاش أغبس
- نهاش أندونيسي
- نهاش بنغالي
- نهاش تيموري
- نهاش ثماني الخطوط
- نهاش ثنائي النقط
- نهاش خماسي الخطوط
- نهاش دموي
- نهاش رمادي
- نهاش سياني الزعانف
- نهاش فضي البطن
- نهاش فضي البقع
- نهاش كهرماني
- نهاش كولورادو
- نهاش مالاباري
- نهاش مبرقش
- نهاش متألق
- نهاش متقاطع
- نهاش محدب
- نهاش مسنن
- نهاش ملتبس
- نهاش منقط
- نهاش نجمي
- نهاش نهري
- نهاش هلالي الشكل
- نهاش هندي